# 基德拉西夫卡
48°14′41″N 29°43′47″E / 48.24472°N 29.72972°E
基德拉西夫卡（烏克蘭語：Кидрасівка），是烏克蘭的村落，位於該國西南部文尼察州，由海辛區負責管轄，始建於1690年，面積21.5平方公里，海拔高度137米，2001年人口639，人口密度每平方公里29.72人。